# Памятник Лесе Украинке (Ялта)
Памятник Лесе Украинке — монумент работы скульптора Г. Н. Кальченко и архитектора А. Ф. Игнащенко, установлен в Ялте, в 1972 году на улице Екатерининской. Объект культурного наследия народов России регионального значения.
Поэтесса Леся Украинка как бы сидит на морском берегу. Постамент — диабазовые глыбы, добытые в Крыму вблизи горы Аю-Даг. На постаменте накладная бронзовая надпись «Леся Украинка». Авторская подпись: «Г. Кальченко, 1971 г.».

## История создания
Монументальная скульптура создана в 1971 году украинским скульптором Галиной Кальченко совместно с архитектором Анатолием Игнащенко. Памятник открыт 16 августа 1972 года — в год празднования столетия со дня рождения украинской поэтессы. Композиция была безвозмездно передана авторами в дар жителям города Ялты.